# أغنس كيليتي
أغنس كيليتي (Ágnes Keleti) (09 يناير 1921 - 02 يناير 2025) هي لاعبة جمباز أولمبية من المجر. شاركت في الأولمبياد الصيفي في 1952–1956، وفازت بما مجموعه 10 ميدالية.

## الميداليات
| ذهب | فضة | برونز | المجموع |
| 5   | 3   | 2     | 10      |

## روابط خارجية
- أغنس كيليتي على موقع IMDb (الإنجليزية)
- أغنس كيليتي على موقع الاتحاد الدولي للجمباز (licence) (الإنجليزية)
- أغنس كيليتي على موقع الاتحاد الدولي للجمباز (biography) (الإنجليزية)
- أغنس كيليتي على موقع اللجنة الأولمبية الدولية (الإنجليزية)
- أغنس كيليتي على موقع أوليمبيديا (الإنجليزية)
- أغنس كيليتي على موقع اللجنة الأولمبية المجرية (الهنغارية)